# 大熊座T
大熊座T，又名BD+60 1406，HD 109729、SAO 28444、HR 4800，是大熊座的一颗恒星，视星等为5.5，位于銀經126.49，銀緯57.54，其B1900.0坐标为赤經12h 31m 50.3s，赤緯+60° 57.54′ 16″。